# Derek Hill (beisbolista)
Derek Jerome Hill (Des Moines, Iowa, 30 de diciembre de 1995), más conocido como Derek Hill, es un jugador profesional estadounidense de béisbol que se desempeña en la posición de jardinero central en Miami Marlins, equipo de las Grandes Ligas de Béisbol (MLB).

## Carrera
Hill hizo su debut en la MLB con el equipo Detroit Tigers, en el cual jugó tres temporadas (2020-2022), después pasó a Washington Nationals (2023), luego a Texas Rangers (2024), posteriormente a San Francisco Giants (2024), y finalmente, a Miami Marlins, donde lleva jugando una temporada.